# COGOG

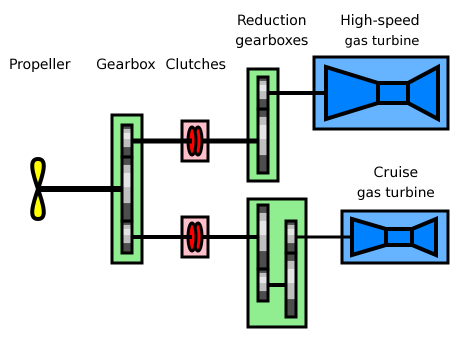

COGOG (англ. Combined Gas and Gas,  Комбіновані газ та газ) - тип комбінованої морської енергетичної установки для кораблів, які складаються з двох газових турбін.
У цій системі одна турбіна малої потужності та високої ефективності використовується для руху із крейсерською швидкістю, а інша, високої потужності - для прискорення та руху з максимальною швидкістю.
Коробка передач дозволяє лише окрему роботу кожної із турбін.
Система «COGOG» використовувалась на есмінцях типу «Альміранте Браун» ВМС Аргентини, на есмінцях типу 42 ВМС Великої Британії, а також на Крейсерах проєкту 1164 ВМФ СРСР.